# Étienne Ier (roi de Hongrie)
Vous lisez un « bon article » labellisé en 2018.
Pour les articles homonymes, voir Étienne, Étienne Ier et Saint Étienne.
Étienne Ier ou saint Étienne (en hongrois : Szent István király, en latin : Sanctus Stephanus, en slovaque : Štefan I ou Štefan Veľký), né vers 975 et mort le 15 août 1038, fonde le royaume de Hongrie dont il devient le roi en 1000 ou en 1001. Canonisé en 1083 pour l'évangélisation de son pays, il est aujourd'hui considéré comme le saint patron de la Hongrie et fêté par l'Église catholique le 16 août.
Sous son règne, la Hongrie connaît une longue période de paix et de prospérité, et devient l'une des principales routes pour les marchands et les pèlerins circulant entre l'Europe occidentale et Constantinople ou la Terre sainte. Aucun des enfants d'Étienne ne vit assez longtemps pour lui succéder et sa mort en 1038 provoque une guerre civile qui dure jusqu'à la fin des années 1070.

## Jeunesse
À leur arrivée sur les rives du Danube, les Magyars étaient tengristes et le père d'Étienne, Géza, ne cessa pas de vénérer Tengri, tout en contraignant les nobles magyars à adopter le christianisme des populations soumises. La Grande légende et la chronique contemporaine de Dithmar de Mersebourg le décrivent tour à tour comme un monarque cruel, suggérant qu'il a été un despote qui a renforcé par la violence son autorité sur les autres nobles hongrois,.
La date de naissance d'Étienne est inconnue car elle ne figure pas dans les documents contemporains. Des chroniques hongroises et polonaises rédigées plusieurs siècles après donnent trois dates différentes : 967, 969 et 975. Cette dernière date est cependant privilégiée par les historiens car toutes les sources hongroises indiquent qu'il est « encore un adolescent » à son accession au trône en 997,. La Petite légende d'Étienne ajoute qu'il est né à Esztergom,,. Ce lieu corrobore une naissance en 975 car la ville a été choisie comme résidence royale par son père, Géza, vers 972.

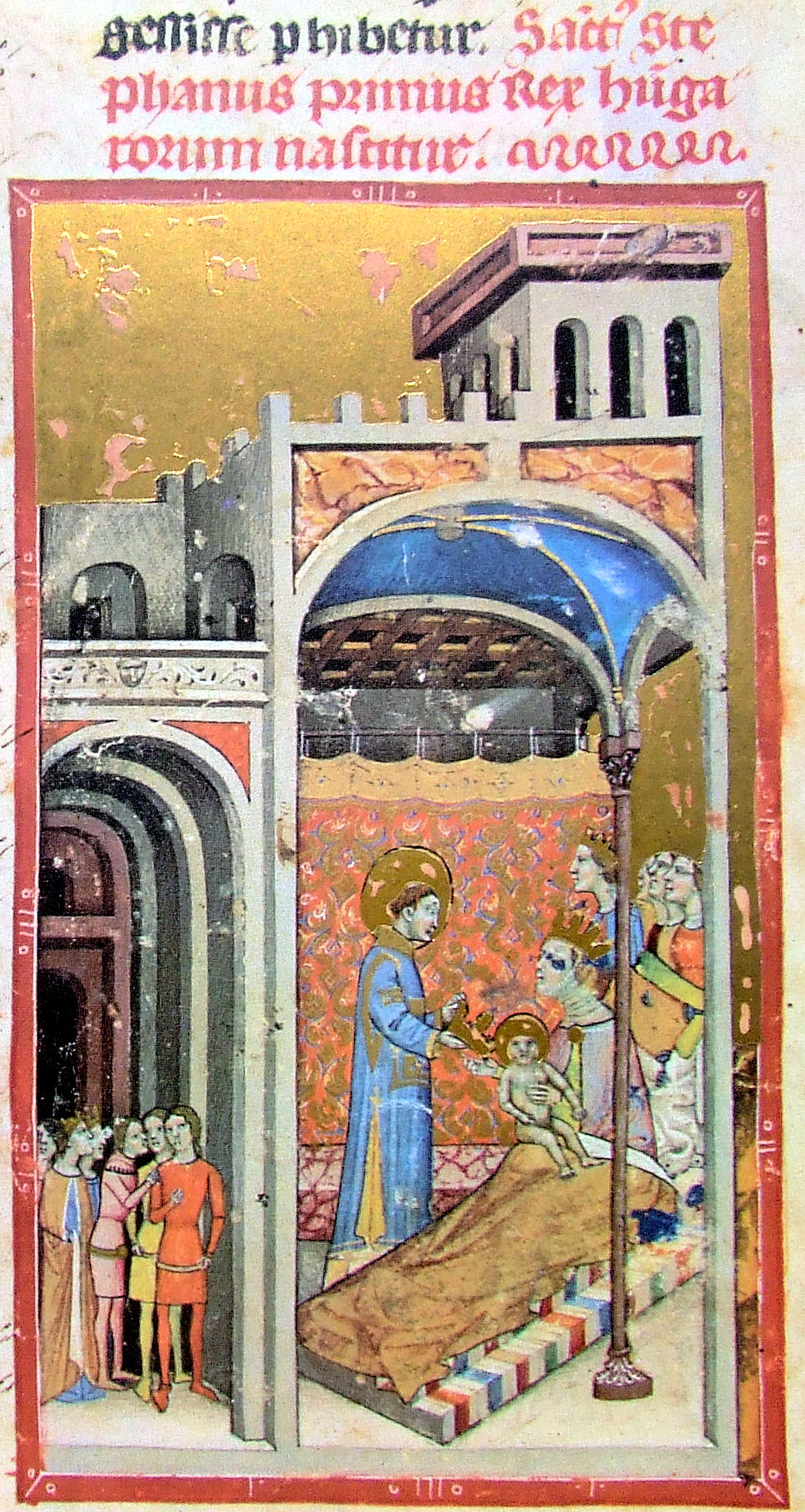
Naissance d'Étienne dans le Chronicon Pictum, 1358-1377, Bibliothèque nationale Széchényi, Clmae 404.

Les chroniques hongroises indiquent de manière unanime que sa mère est Sarolt, la fille de Gyula II (en), un chef tribal régnant sur la Transylvanie ou sur la région au confluent des fleuves Tisza et Maros. De nombreux historiens dont Pál Engel et Gyula Kristó estiment que le père de Sarolt est « Gylas », qui s'est fait baptiser à Constantinople en 952 et « est resté fidèle au christianisme » selon le chroniqueur byzantin Jean Skylitzès,. Cette hypothèse ne fait cependant pas consensus et l'historien György Györffy avance que c'est le frère de Sarolt et non son père qui a été baptisé dans la capitale romaine d'Orient. À l'opposé de toutes les sources hongroises, la Chronique polono-hongroise et les documents polonais ultérieurs indiquent que la mère d'Étienne est Adélaïde, la sœur du duc Mieszko Ier de Pologne, mais la véracité de cette information est rejetée par les historiens actuels.
Étienne naît sous le nom de Vajk,, dérivant du mot turc baj signifiant « héros », « maître », « prince », ou « riche, ». La Grande légende d'Étienne relate qu'il a été baptisé par l'évêque Adalbert de Prague qui a séjourné plusieurs fois à la cour de Géza entre 983 et 994,. Cependant, la Légende d'Adalbert rédigée au même moment par Bruno de Querfurt ne mentionne pas l'événement,,. De la même manière, la date du baptême est inconnue : Györffy avance qu'il a été baptisé peu après sa naissance tandis que Kristó estime que la cérémonie a lieu juste avant la mort de son père en 997. Il reçoit son nom de baptême en l'honneur du premier martyr chrétien, Étienne.
La biographie officielle d'Étienne, rédigée par l'évêque Hartvik et approuvée par le pape Innocent III, indique qu'il « est entièrement instruit dans l'art grammatical » signifiant qu'il a étudié le latin dans son enfance. Deux autres biographies de la fin du XIe siècle n'évoquent pas les études grammaticales d'Étienne et indiquent uniquement qu'il « est élevé en recevant une éducation appropriée à un jeune prince ». Kristó note que cette remarque désigne uniquement l'éducation physique réalisée par sa participation à la chasse ou à des campagnes militaires. D'après la Chronica Hungarorum du XIVe siècle, l'un de ses tuteurs est un ecclésiastique italien qui fonde par la suite un monastère à Tata.
Selon les Légendes d'Étienne, le grand-prince Géza organise une assemblée des chefs hongrois quand Étienne « entame sa première phase de l'adolescence » vers 14 ou 15 ans,. Géza le désigne comme son successeur et tous ceux présents prêtent serment de loyauté au jeune prince. Györffy ajoute, sans mentionner sa source, que le grand-prince choisit son fils pour gouverner la « principauté de Nitra ». Les historiens slovaques, dont Ján Steinhübel et Ján Lukačka, soutiennent cette hypothèse et suggèrent qu'Étienne administre Nitra à partir de 995,.
À l'initiative de son père, Étienne épouse Gisèle, la fille du duc de Bavière Henri II en 996,,. Cette union crée le premier lien familial entre un chef hongrois et une dynastie européenne, car Gisèle est apparentée à la dynastie ottonienne des empereurs germaniques. Selon les documents préservés à l'abbaye de Scheyern en Bavière, la cérémonie a lieu au château de Scheyern et est célébrée par Adalbert de Prague. Gisèle est accompagnée par des chevaliers bavarois dont beaucoup reçoivent des terres en Hongrie; l'arrivée de ces soldats bien armés renforce la position militaire d'Étienne. Györffy écrit que le couple s'est installé « apparemment » à Nitra après son mariage. Même si la Chronica Hungarorum indique qu'Étienne « a engendré de nombreux fils, », seuls deux, Otton et Imre (Henri/Emeric), sont connus par leur nom.

## Règne

### Grand-Prince
À la mort de son père vers 997,, Étienne organise une assemblée des seigneurs hongrois à Esztergom où il est désigné grand-prince. Il ne contrôle alors que les régions du Nord-Ouest de la plaine de Pannonie dont le reste est dominé par des chefs tribaux. Son accession au trône est en accord avec le principe de primogéniture selon lequel le fils aîné succède au père et qui est en vigueur dans une grande partie de l'Europe médiévale. En revanche, cela va à l'encontre de la tradition tribale de l'ancienneté stipulant que le successeur de Géza aurait dû être le membre le plus ancien de la dynastie Árpád, qui est à ce moment Koppány,,. Ce dernier, qui porte le titre de duc de Somogy, a pendant de nombreuses années administré les régions de Transdanubie au sud du lac Balaton,.

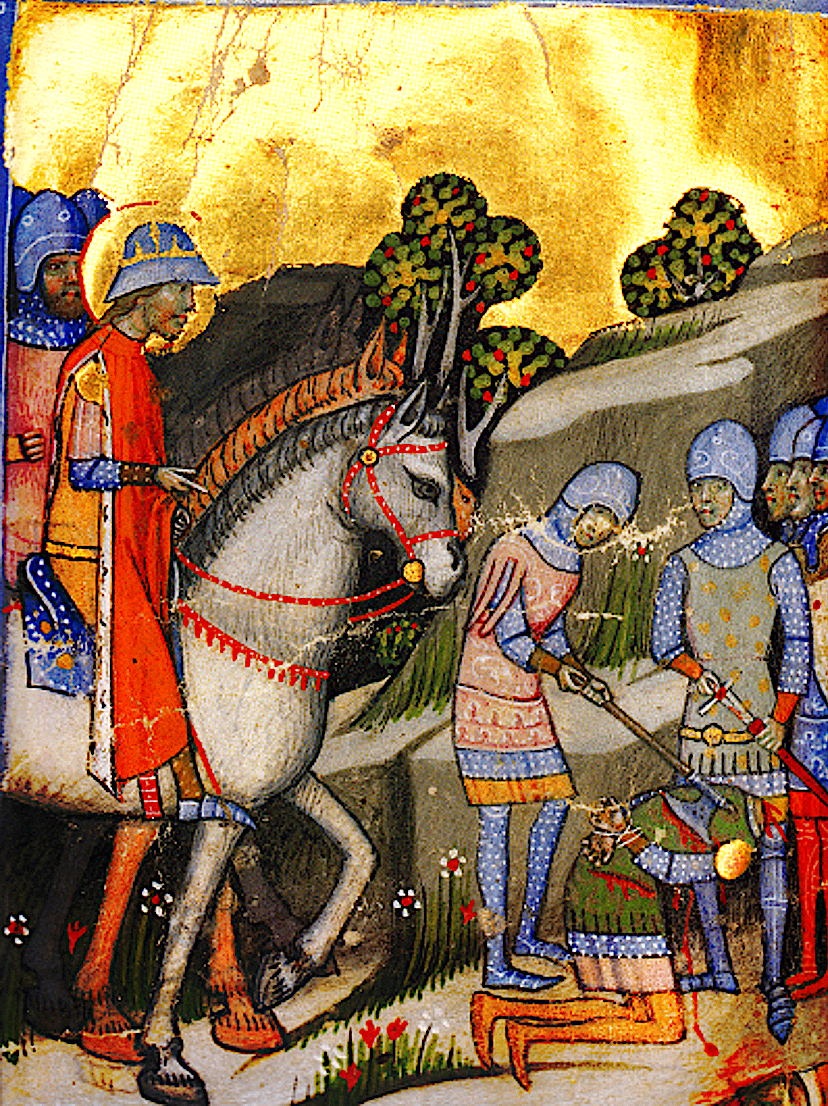
Exécution de Koppány après sa défaite face à Étienne dans la Chronicon Pictum, 1358-1373.

En accord avec la coutume païenne du lévirat, Koppány épouse Sarolt la veuve du chef défunt,,, et annonce qu'il revendique le trône,. Il n'est pas impossible que Koppány ait été baptisé avant 972 mais la plupart de ses partisans sont païens et s'opposent au christianisme représenté par Étienne et sa suite composée essentiellement de chevaliers allemands,. Une charte de 1002 pour l'abbaye de Pannonhalma mentionne ainsi une guerre entre « les Allemands et les Hongrois » lorsqu'elle évoque l'opposition armée entre Étienne et Koppány,. Györffy avance cependant qu'un nombre significatif de troupes auxiliaires et de guerriers hongrois ont combattu dans l'armée d'Étienne. Il s'appuie pour cela sur les noms d'implantations en Transdanubie autour des frontières supposées du territoire de Koppány tels que Oszlar (« Alains »), Besenyő (« Petchénègues ») ou Kér faisant référence à des groupes ethniques ou à des tribus magyares.
Kristó indique que tout le conflit entre Étienne et Koppány n'est qu'une querelle entre deux membres de la dynastie Árpád qui n'a pas d'impact sur les autres chefs tribaux hongrois. Koppány et ses troupes envahissent et pillent le Nord de la Transdanubie. Étienne, qui selon la Chronica Hungarorum, « était pour la première fois ceint de son épée », place les frères Hont et Pázmány à la tête de sa garde et charge Vecelin du commandement de son armée,,. Ce dernier est un chevalier allemand qui s'est installé en Hongrie sous le règne de Géza. Hont et Pázmány sont, selon la Gesta Hunnorum et Hungarorum de Simon de Kéza et la Chronica Hungarorum, des « chevaliers d'origine souabe » qui se sont installés en Hongrie sous Géza ou au début du règne d'Étienne. À l'inverse, Lukačka et d'autres historiens slovaques avancent qu'ils sont des nobles « slovaques » qui ont rejoint Étienne alors qu'il se trouvait à Nitra.
Koppány assiège Veszprém lorsqu'il est informé de l'arrivée de l'armée d'Étienne. Lors des batailles qui suivent, Étienne remporte un succès décisif quand son rival est tué au combat,. Afin d'asseoir son autorité tant d'un point de vue politique que religieux, Etienne ordonne que le corps de Koppany soit démembré et exposé sur les portes des châteaux de Esztergom, Győr, Gyulafehérvár et Veszprém pour avertir ceux qui voudraient conspirer contre le jeune monarque,,.
Étienne occupe le duché de Koppány et accorde de larges territoires à ses partisans,. Il oblige également les anciens sujets de son rival à payer la dîme selon la charte de fondation de l'abbaye de Pannonhalma qui a été préservée par interpolation,. Le même document indique qu'« il n'y avait aucun autre évêché ou monastère en Hongrie » à cette période. À l'inverse, l'évêque contemporain Dithmar de Mersebourg rapporte qu'Étienne « établit des évêchés dans son royaume » avant d'être couronné roi. Si ce dernier rapport est véridique, les diocèses de Veszprém et de Győr sont les candidats les plus probables.

### Couronnement

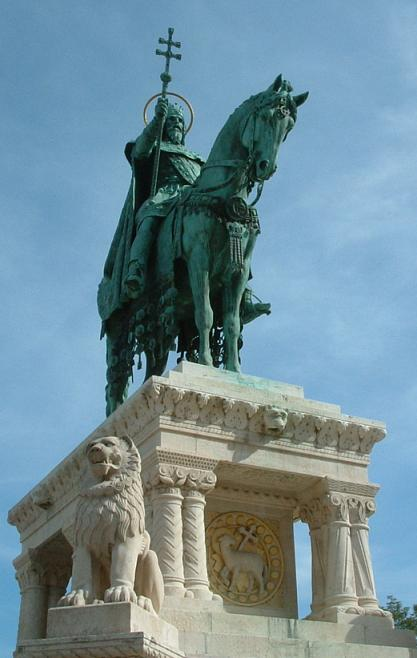
Statue d'Étienne devant le palais de Budavár par Alajos Stróbl, 1904.

En ordonnant l'exposition d'une partie du corps démembré de Koppány au château de Gyulafehérvár appartenant à son oncle maternel, Gyula III, Étienne entend démontrer qu'il règne sur toutes les terres contrôlées par des seigneurs hongrois. Il décide de confirmer cette position en adoptant le titre de roi. Néanmoins, les circonstances exactes de cette décision et ses conséquences politiques continuent de faire l'objet de débats entre historiens.
Dithmar écrit qu'Étienne reçoit la couronne « avec les faveurs et les encouragements » de l'empereur Otton III,, sous-entendant qu'Étienne accepte la suzeraineté de l'empereur avant son couronnement. À l'inverse, toutes les hagiographies d'Étienne soulignent qu'il doit sa couronne au pape Sylvestre II. Kristó et Györffy notent cependant que le pape et l'empereur étant des alliés, les deux récits peuvent être véridiques ; Étienne « a reçu la couronne et consécration » du pape mais pas sans l'approbation de l'empereur,. Environ 75 ans après l'événement, le pape Grégoire VII, qui revendique la suzeraineté sur la Hongrie, déclare qu'Étienne « a offert et a rendu avec dévouement » son pays « à saint Pierre » (autrement dit le Saint-Siège,,). Les historiens actuels, dont Pál Engel et Miklós Molnár, avancent qu'Étienne a toujours démontré son indépendance et n'a jamais accepté aucune suzeraineté, qu'elle soit papale ou impériale,. Par exemple, aucune de ses chartes n'a été datée selon les dates de règne des empereurs comme cela aurait été le cas s'il avait été un vassal. Par ailleurs, Étienne déclare dans son Premier Livre de Lois qu'il gouverne son royaume « selon la volonté de Dieu, ».

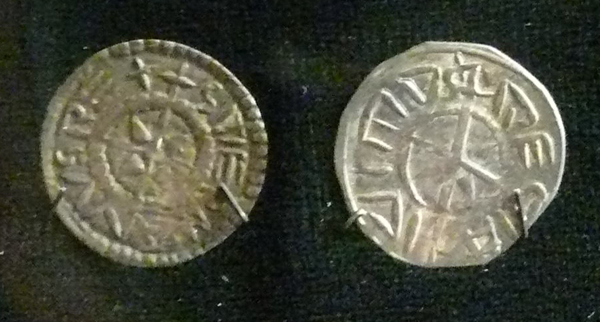
Pièces de monnaie sous son règne.

La date exacte du couronnement d'Étienne est inconnue. Selon une tradition postérieure, elle aurait eu lieu le premier jour du IIe millénaire, ce qui peut donc faire référence au 25 décembre 1000 ou au 1er janvier 1001,. Les détails de la cérémonie conservés dans la grande Légende suggèrent que cette dernière a lieu à Esztergom et a été réalisée selon le rite employé par les rois allemands. Étienne est ainsi oint avec de l'huile consacrée. Le portrait d'Étienne, préservé dans le manteau de couronnement de 1031, montre que sa couronne, similaire à la couronne impériale, possède un arc et est décorée de pierres précieuses.
En plus de sa couronne, Étienne considère une lance portant un drapeau comme un important symbole de sa souveraineté. Les premières pièces de monnaie frappées sous son règne portent l'inscription LANCEA REGIS (« la lance du roi ») et représentent un bras tenant une lance avec un drapeau. Selon son contemporain Adémar de Chabannes, Géza a reçu une lance de la part de l'empereur Otton III en symbole de son droit à « disposer de la plus grande liberté dans la possession de son pays ». Étienne a porté plusieurs titres différents selon les documents : Ungarorum rex (« roi des Hongrois »), Pannoniorum rex (« roi des Pannoniens ») ou Hungarie rex (« roi de Hongrie »).

### Consolidation du pouvoir
Même si l'autorité d'Étienne ne découle pas de son couronnement, la cérémonie lui donne la légitimité internationale d'un monarque chrétien gouvernant son royaume « par la grâce de Dieu, ». Toutes ses hagiographies affirment qu'il crée un archevêché avec son siège à Esztergom peu après son couronnement afin de garantir l'indépendance de l'Église par rapport aux ecclésiastiques de l'Empire,. La plus ancienne référence à un archevêque, appelé Domokos, figure dans la charte de fondation de l'abbaye de Pannonhalma datant de 1002. Selon l'historien Gábor Thoroczkay, Étienne crée également le diocèse de Kalocsa en 1001 et il invite des prêtres étrangers pour évangéliser son royaume. Des associés d'Adalbert de Prague tels que Radla et Astéric arrivent ainsi en Hongrie dans les premières années de son règne,. La présence d'un « archevêque des Hongrois » au synode de 1007 à Francfort et la consécration d'un autel à Bamberg en 1012 par Astéric montrent que les prélats d'Étienne ont maintenu de bonnes relations avec le clergé du Saint-Empire.
La transformation de la Hongrie en un État chrétien est l'un des principaux objectifs d'Étienne. Même si la conversion des Hongrois a déjà débuté sous le règne de son père, c'est Étienne qui oblige systématiquement ses sujets à se convertir au christianisme. Son activité législative est ainsi étroitement liée au christianisme. Son Premier Livre des Lois, rédigé dans les premières années de son règne, comporte par exemple plusieurs provisions concernant l'observation des fêtes des saints et la confession des mourants,. Ses autres lois garantissent les droits de propriétés, protègent les veuves et les orphelins ou régulent le statut des serfs.

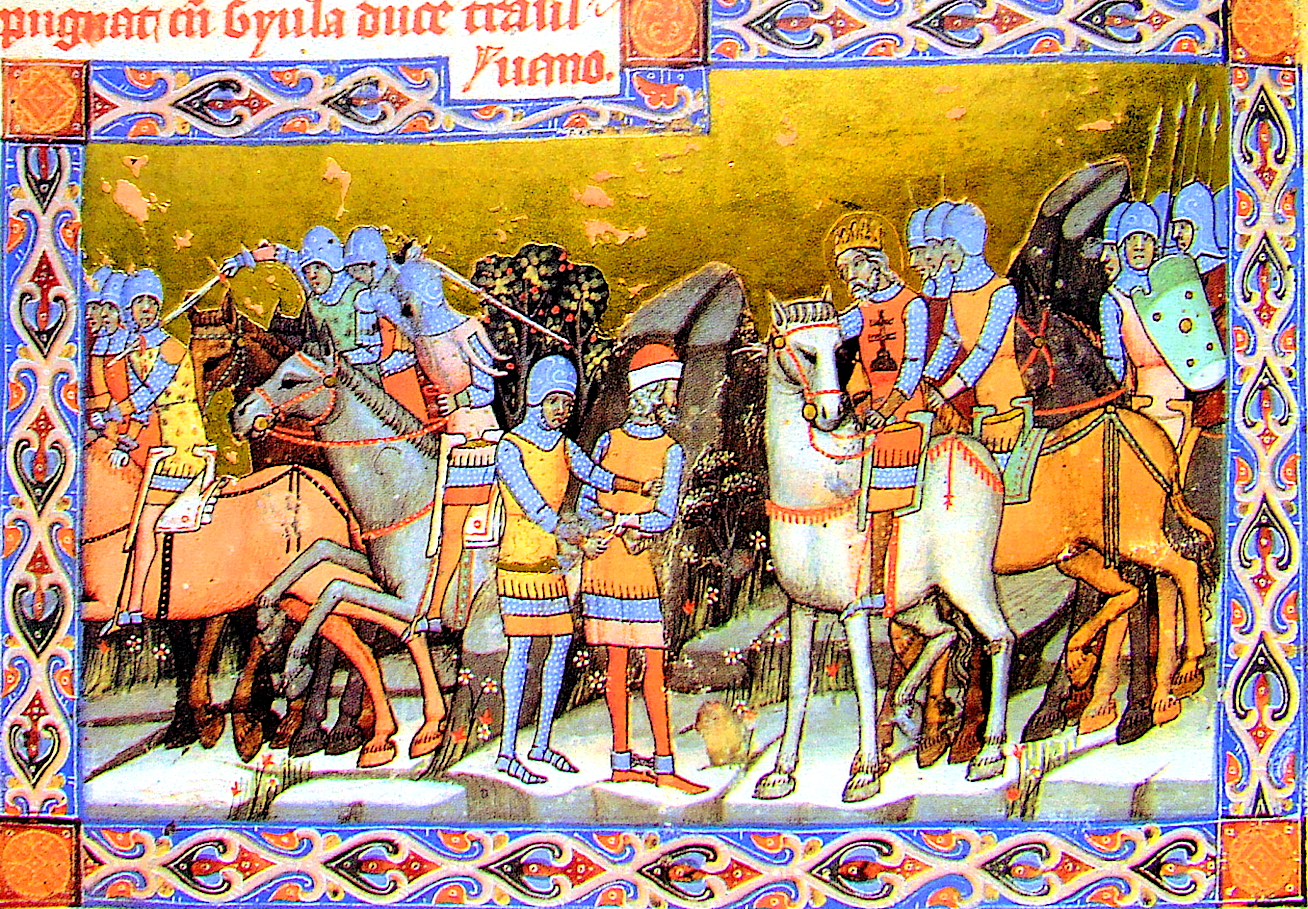
Capture de Gyula III par les forces d'Étienne dans la Chronicon Pictum, 1358-1373.

Malgré son couronnement, de nombreux seigneurs hongrois rejettent la suzeraineté d'Étienne. Le nouveau roi se tourne d'abord vers son oncle, Gyula III, dont le territoire est, selon la Chronica Hungarorum, « très vaste et riche, ». Étienne envahit la Transylvanie et capture son rival et sa famille en 1002, ou 1003,. Les Annales de Hildesheim contemporaines ajoutent que les habitants des terres de son oncle sont convertis de force au christianisme,. Les historiens datent d'ailleurs l'établissement du diocèse de Transylvanie à cette période,. Si le rapprochement proposé par Kristó, Györffy, et d'autres historiens hongrois entre Gyula et Prokui (l'oncle d'Étienne selon Dithmar) est correct, alors Gyula se serait échappé de sa captivité et se serait réfugié chez le duc Boleslas de Pologne,.
Au début du XIIe siècle, le chroniqueur Gallus Anonymus mentionne des conflits entre Étienne et Boleslas en avançant que ce dernier « a battu les Hongrois au combat et s'est rendu maître de toutes leurs terres jusqu'au Danube,, ». Györffy avance que ce récit concerne uniquement l'occupation de la vallée de la Morava, un affluent du Danube, par les Polonais dans les années 1010. À l'inverse, la Chronique polono-hongroise indique que le duc polonais occupe de larges territoires au nord du Danube jusqu'à Esztergom au début du XIe siècle,. Pour Steinhübel, cela prouve qu'une large portion de ce qui est aujourd'hui la Slovaquie a été sous contrôle polonais entre 1002 et 1030. S'opposant à l'historien slovaque, Györffy avance que cette chronique du XIVe siècle « dans laquelle une absurdité en chasse une autre » contredit tous les faits connus provenant des sources du XIe siècle.

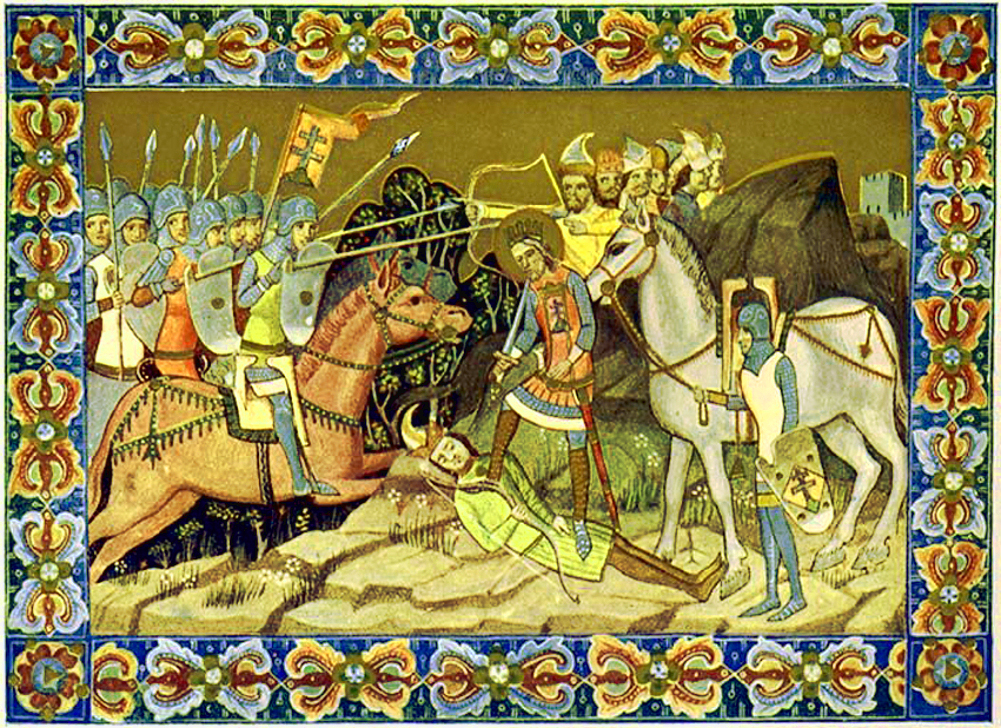
Mort de Kean, « duc des Bulgares et des Slaves » dans la Chronicon Pictum, 1358-1373.

La Chronica Hungarorum relate la guerre d'Étienne « contre Kean, duc des Bulgares et des Slaves dont les terres [sont], de par leur emplacement naturel, très bien protégées ». Selon plusieurs historiens dont Zoltán Lenkey et Gábor Thoroczkay, Kean est à la tête d'un petit État situé dans le Sud de la Transylvanie et Étienne s'empare de son territoire vers 1003,. D'autres spécialistes comme Györffy avancent que la chronique relate en réalité sa campagne ultérieure contre la Bulgarie à la fin des années 1010. De la même manière, l'identification des « Hongrois noirs », mentionnés par Bruno de Querfurt et Adémar de Chabannes comme des opposants aux efforts d'évangélisation, est incertaine. Györffy situe leurs terres à l'est de la rivière Tisza, tandis que Thoroczkay les place dans le Sud de la Transdanubie. Le récit de Bruno de Querfurt sur leur conversion de force suggère qu'ils ont été vaincus au plus tard en 1009 lorsque « la première mission de saint Pierre », le légat apostolique, le cardinal Azo arrive en Hongrie,. Ce dernier rencontre le roi à Győr en août 1009 pour définir les frontières du nouvel évêché de Pécs.
Le diocèse d'Eger est également créé vers 1009,. Pour Thoroczkay, « il est très probable » que sa fondation soit liée à la conversion des Kabars, un peuple d'origine khazar,. Leur chef, qui est soit Samuel Aba ou son père, épouse à cette occasion une sœur d'Étienne dont l'histoire n'a pas retenu le nom,,. Ce clan Aba est l'un des plus puissants parmi ceux qui rejoignent Étienne et soutiennent ses efforts pour établir une monarchie chrétienne. Les récits d'Anonymus (en), Simon de Kéza et d'autres chroniqueurs appartenant à des familles nobles du XIIIe siècle suggèrent que d'autres clans locaux ont également été impliqués dans ce processus.
Étienne met en place un système administratif en établissant des comtés (en), gouvernés par un représentant du roi appelé comte ou ispán et qui sont organisés autour des forteresses royales. La plupart des châteaux de cette période sont construits en terre mais ceux d'Esztergom, de Székesfehérvár et de Veszprém sont en pierre. Ces places fortes accueillant les sièges des comtés mais également la hiérarchie de l'Église s'entourent rapidement de villes et deviennent d'importants centres économiques.

### Politique étrangère active

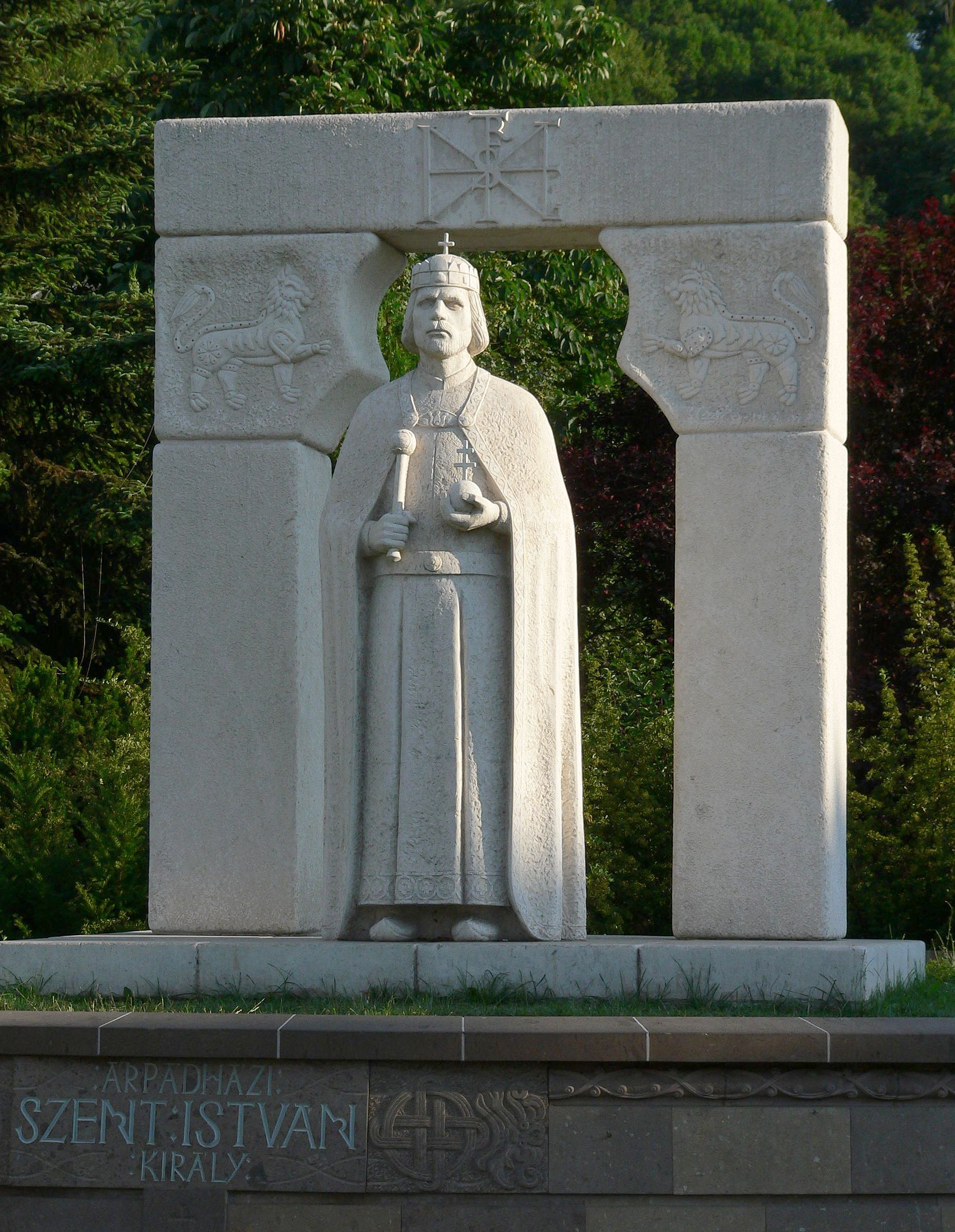
Statue moderne d'Étienne à Miskolc par Jószay Zsolt, 2000.

Le beau-frère d'Étienne, Henri II, devient roi de Germanie en 1002 puis empereur en 1013. Leurs relations amicales permettent aux frontières occidentales de la Hongrie de connaître une période de paix durant les premières décennies du XIe siècle,. Même quand Bruno d'Augsbourg, le frère d'Henri II en froid avec lui, se réfugie en Hongrie en 1004, Étienne préserve la paix avec son voisin et négocie un accord entre ses deux beaux-frères,. Vers 1009, il marie sa sœur au doge de Venise Ottone Orseolo qui est un allié de l'empereur byzantin Basile II ; cela suggère que les relations entre la Hongrie et l'Empire byzantin sont également pacifiques. À l'inverse, l'alliance avec Henri II provoque une guerre avec la Pologne de 1014 à 1018,.
La guerre entre la Pologne et le Saint-Empire se solde par le traité de Bautzen en janvier 1018. Par la suite, 500 cavaliers hongrois accompagnent Boleslas à Kiev lors de son intervention dans la crise de succession au sein de la Rus' de Kiev, ce qui suggère que la Hongrie a été associée au traité et qu'elle a signé également la paix. L'historien Ferenc Makk indique que le texte oblige Boleslas à rétrocéder tous les territoires hongrois qu'il a occupés dans la vallée de la Morava. Selon Leodvin, le premier évêque connu de Bihar, Étienne s'allie avec les Byzantins et participe à une campagne contre les « barbares » des Balkans. Les troupes hongroises et byzantines entrent ainsi conjointement dans « Cesaries », actuellement Ohrid selon Györffy et d'autres historiens.

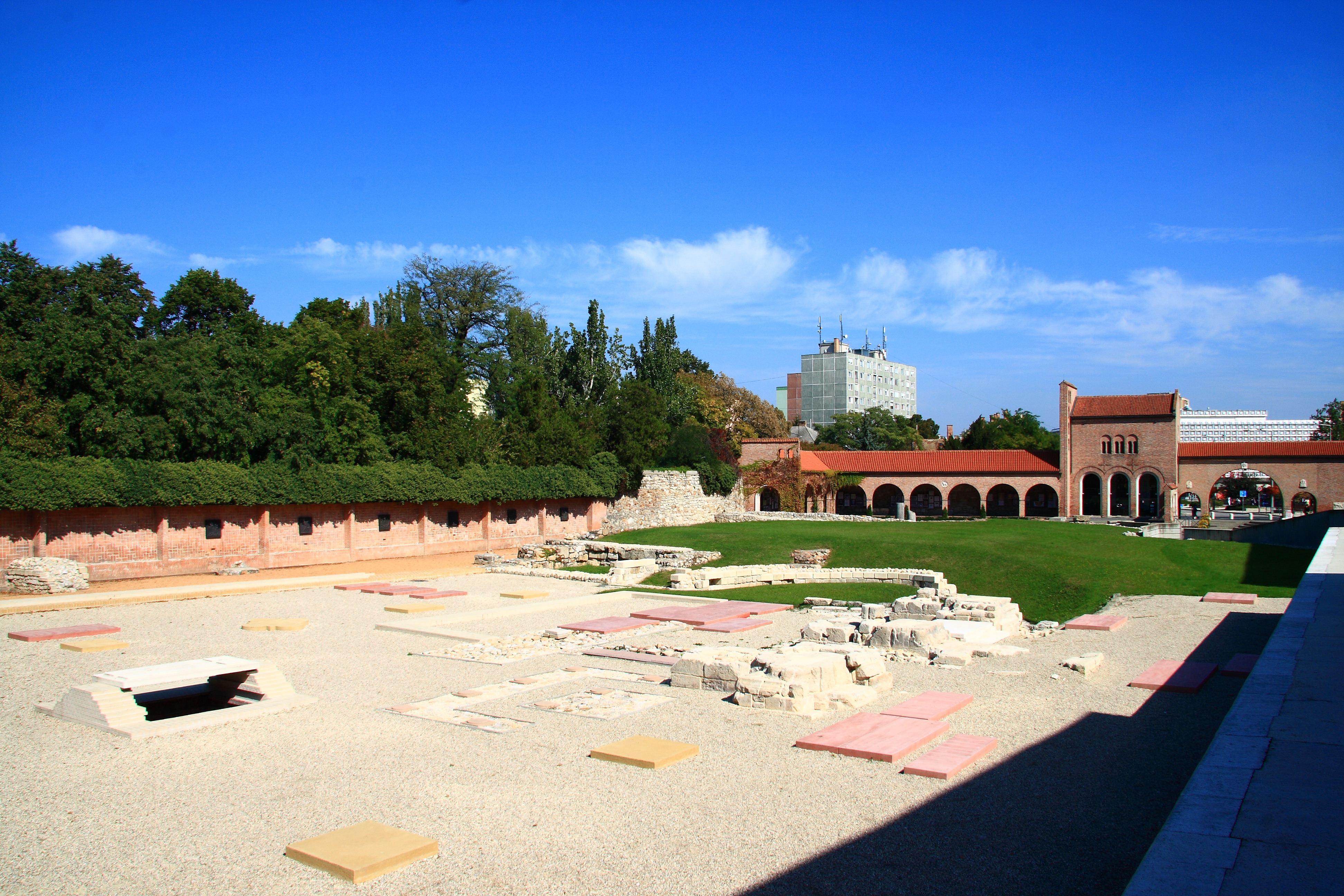
Ruines de la fondée par Étienne et détruite en 1601 par un incendie.

L'évêque Leodvin relate également qu'Étienne récupère les reliques de nombreux saints à « Cesaries » dont celles de saint George et de saint Nicolas dont il fait don à la nouvelle basilique de Székesfehérvár (en),,. À la fin des années 1010 ou au début des années 1020, il décide de déplacer sa capitale de Esztergom à Székesfehérvár, un choix influencé par l'ouverture d'une nouvelle route de pèlerinage reliant l'Europe de l'Ouest à la Terre sainte et passant en Hongrie mais à l'écart de l'ancienne capitale,. Étienne accueille de nombreux pèlerins qui propagent ensuite sa réputation dans toute l'Europe. L'abbé Odilon de Cluny écrit ainsi au roi de Hongrie que « ceux qui sont revenus du sanctuaire de notre Seigneur » témoignent de la passion du souverain « pour la gloire de notre divine religion ». Étienne crée également quatre hôtels pour pèlerins à Constantinople, Jérusalem, Ravenne et Rome.
Tout comme les pèlerins, les marchands profitent de la sécurité de la route traversant la Hongrie pour voyager entre Constantinople et l'Europe de l'Ouest. Ces échanges sont si importants pour le pays que quand une soixantaine de riches Petchénègues sont détroussés par des gardes-frontières hongrois, le roi les fait exécuter pour prouver sa détermination à garantir la sécurité des voyageurs. La frappe de la monnaie commence également en Hongrie dans les années 1020. Les pièces en argent portant les inscriptions STEPHANUS REX (« Roi Étienne ») et REGIA CIVITAS (« Cité royale ») sont populaires en Europe comme démontré par l'apparition d'exemplaires contrefaits en Suède.

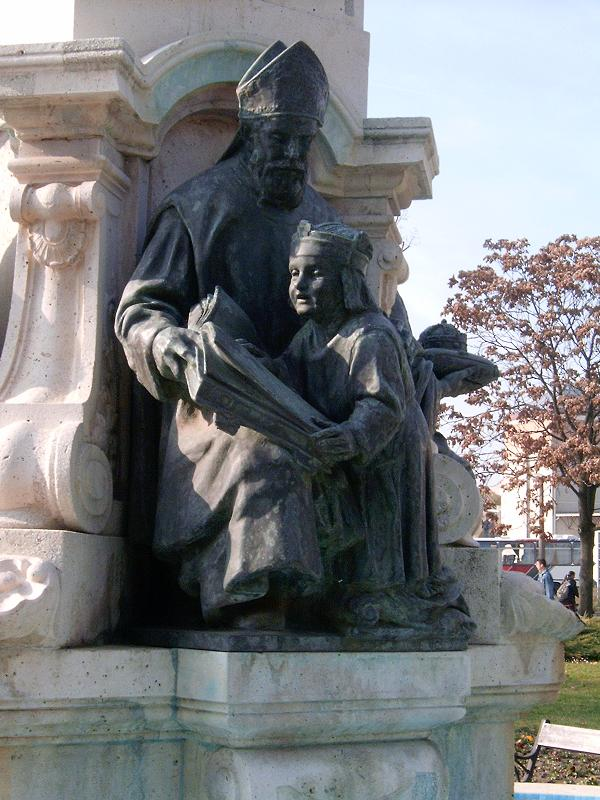
Statue moderne de Gérard de Csanád et du prince Imre par Jenő Bory, 1928.

Étienne convainc certains pèlerins et marchands de s'installer dans son pays,. En route pour la Terre sainte depuis la république de Venise, le moine bénédictin Gérard décide de rester en Hongrie après sa rencontre avec le roi. La création de monastères bénédictins tels que les abbayes de Pécsvárad, Zalavár et Bakonybél datent de cette période,
La guerre d'Étienne avec Ajtony, un chef local de la vallée de la rivière Maros, est située par la plupart des historiens à la fin des années 1020, même si Györffy et d'autres estiment qu'elle eut lieu une décennie plus tôt,. Le conflit éclate quand Ajtony impose une taxe sur le sel transporté par la rivière. En représailles, le roi envoie une grande armée sous le commandement de Csanád contre ce dernier qui est tué au combat. Ses terres sont transformées en un comté et Étienne crée un évêché dans l'ancienne capitale d'Ajtony renommée d'après le commandant de l'armée royale. Selon les Annales de Presbourg, Gérard devient le premier évêque de ce diocèse en 1030.
L'empereur Henri II, le beau-frère d'Étienne, meurt le 13 juillet 1024 et son successeur, Conrad II, a peu de liens familiaux avec son prédécesseur,,. Il expulse le doge Ottone Orseolo, également le beau-frère d'Étienne, de Venise en 1026, et il pousse les Bavarois à proclamer son fils, Henri, comme leur nouveau duc en 1027 alors que le fils d'Étienne, Imre, est un prétendant valable à ce titre par l'intermédiaire de sa mère. L'empereur envisage une alliance avec l'Empire byzantin et il envoie l'un de ses conseillers, Werner de Strasbourg, à Constantinople,. Ce dernier voyage comme un simple pèlerin mais Étienne, qui a été informé de sa mission, refuse son entrée en Hongrie à l'automne 1027,. Wipon, le biographe de Conrad II, écrit que les Bavarois mènent des raids dans les régions frontalières entre la Hongrie et le Saint-Empire en 1029, ce qui provoque une détérioration rapide des relations entre les deux pays,.
L'empereur mène une armée en Hongrie en juin 1030 et pille les terres à l'ouest de la rivière Raab,. Les Annales de Niederalteich rapportent cependant qu'il pâtit de la tactique de la terre brûlée mise en place par les Hongrois et il retourne en Allemagne « sans armée et sans rien avoir obtenu car l'armée est menacée par la faim et est capturée par les Hongrois à Vienne ». À l'été 1031, les deux belligérants négocient un accord de paix et Conrad II cède à la Hongrie les terres entre les rivières Lajta et Fischa.

### Dernières années

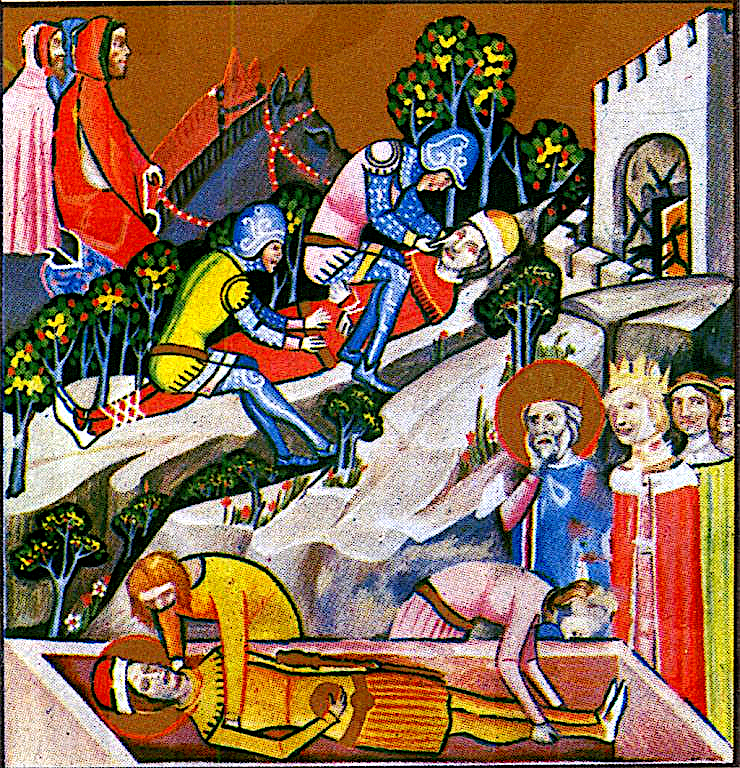
Étienne aux funérailles de son fils Imre, Chronicon Pictum, 1358-1373.

Hartvik, le biographe d'Étienne, a écrit que le roi, dont les enfants meurent tous en bas âge, « apaise le chagrin dû à leur mort grâce au réconfort venant de l'amour de son fils survivant », Émeric. Ce dernier est blessé lors d'un accident de chasse en 1031 et meurt peu après à l'âge de 30 ans. Selon la Chronica Hungarorum, le vieux roi ne recouvre jamais complètement la santé après la mort de son fils,.
La mort d'Imre met en péril l'État chrétien créé par son père, car le principal prétendant au trône est alors le cousin du roi, Vazul, que beaucoup soupçonnent de ne pas avoir entièrement renoncé au paganisme,. Selon les Annales Altahenses, Étienne ignore les revendications de son cousin et désigne comme successeur son neveu Pierre Orseolo. La même source ajoute que Vazul est capturé et a les yeux crevés pour l'empêcher de devenir roi tandis que ses trois fils, Levente, André et Béla, sont chassés de Hongrie. Les Légendes d'Étienne évoquent une tentative d'assassinat du roi par des membres de la cour, parmi lesquels Vazul, dont la mutilation aurait été le châtiment pour avoir participé à ce complot. Ce n'est que dans des sources plus tardives, comme la Chronica Hungarorum, qu'on trouve mention du fait qu'on lui aurait versé du plomb fondu dans les oreilles,. Pour certains historiens, les dispositions dans le Second Livre de Lois d'Étienne concernant les « conspirations contre le roi et le pays » suggèrent qu'il a été promulgué après la tentative de coup d'État de Vazul,. Györffy estime cependant que ce livre a été publié vers 1009 et non après 1031.
Étienne meurt le 15 août 1038 et il est inhumé dans la basilique de Székesfehérvár. Son neveu Pierre monte sur le trône, mais la Hongrie connaît une longue période d'instabilité marquée par des guerres civiles, des soulèvements païens et des invasions,. Le calme ne revient qu'en 1077 avec l'avènement de Ladislas, un petit-fils de Vazul.
Persécutée par le roi Pierre le Vénitien, la reine Gisèle se retire en Bavière où elle prend le voile. Elle meurt en 1060. Son tombeau à Passau devient un lieu de pèlerinage. En signe d'hommage et pour apaiser ses sujets Hongrois, l'empereur François-Joseph Ier d'Autriche donnera à sa fille cadette le prénom Gisèle en 1856. La première reine de Hongrie est béatifiée en 1975.

## Postérité et culte

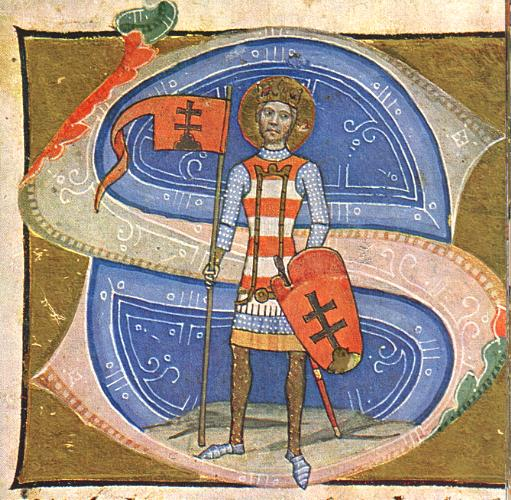
Lettrine historiée d'Étienne dans la Chronicon Pictum, 1358-1373.

Étienne a toujours été considéré comme l'un des dirigeants les plus importants de l'histoire de la Hongrie. Sa principale réussite est l'établissement d'un État chrétien qui permet aux Hongrois de survivre dans la plaine de Pannonie à l'inverse des Huns, des Avars et des autres peuples qui ont occupé cette région avant eux. Bryan Cartledge ajoute qu'Étienne a donné à son royaume « quarante ans d'une paix relative ».
Ses successeurs, même ceux qui descendent de Vazul, revendiquent cet héritage. Le fils de Vazul, André, accède au trône à l'occasion d'un soulèvement païen, la révolte de Vata, mais il interdit les rites autres que chrétiens et déclare que tous ses sujets doivent « vivre en toutes choses selon la loi que le roi saint Étienne leur a enseigné, ». Dans la Hongrie médiévale, les communautés qui revendiquent un statut particulier ou tentent de défendre leurs privilèges prétendent souvent qu'elles les doivent au roi Étienne. Ainsi, en 1347, les habitants de Táp affirment que les taxes qui leur sont imposées par l'abbé de Pannonhalma sont contraires à « la liberté qui leur a été accordée au temps du roi saint Étienne ».

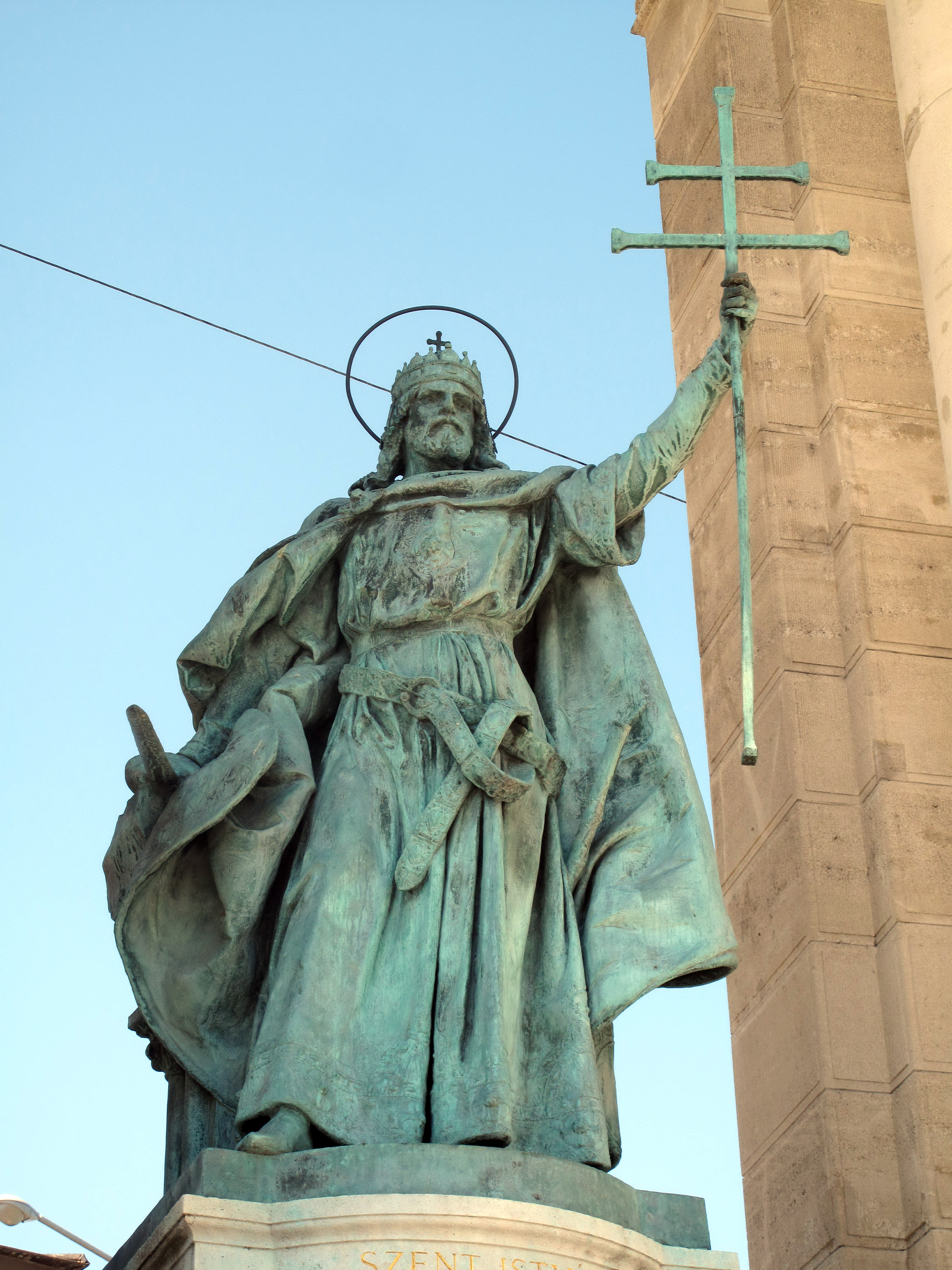
Statue de saint Étienne à Budapest par Károly Senyei, 1911.

Le culte d'Étienne émerge après la longue période d'anarchie qui caractérise le règne de ses successeurs immédiats. Rien n'indique cependant qu'il ait été vénéré avant sa canonisation. Par exemple, le premier de ses successeurs à être nommé d'après lui, Étienne II, n'est né qu'en 1101. Les démarches de canonisation, autorisées par le pape Grégoire VII, sont entreprises par Ladislas Ier, un petit-fils de Vazul,. La cérémonie débute le 15 août 1083 avec trois jours de prières et de jeûne. Le 20 août, les restes « à l'odeur d'impatience » d'Étienne sont sortis du cercueil qui est rempli avec de « l'eau colorée en rose ». Son fils Émeric et l'évêque Gérard de Csanád sont également canonisés le même jour.
La première hagiographie d'Étienne, la Grande Légende, est écrite entre 1077 et 1083 et brosse un portrait idéalisé du roi,. À l'inverse, la Petite Légende d'Étienne, rédigée vers 1100 sous le règne de Coloman, souligne la sévérité du roi d'une « façon peu hagiographique » selon Györffy,. La troisième hagiographie d'Étienne, qui date également du règne de Coloman, est composée par l'évêque Hartvik en prenant les deux précédentes comme source. Approuvé en 1201 par le pape Innocent III, ce document sert de base à la légende officielle d'Étienne.
Le culte d'Étienne se propage hors des frontières de la Hongrie. Il est d'abord principalement vénéré à Scheyern et Bamberg, en Bavière, mais ses reliques sont également emmenées à Aix-la-Chapelle, à Cologne, au Mont-Cassin et à Namur. Après la prise de Buda occupé par les Ottomans en 1686, le pape Innocent XI élargit son culte à toute l'Église catholique et il déclare le 2 septembre comme le jour de la Saint-Étienne,. En 1969, la fête de Joachim est déplacée du 16 août au 26 juillet par le pape Paul VI, et comme le jour laissé libre est le lendemain de l'anniversaire de la mort du roi, la fête y est déplacée. Étienne est vénéré comme le saint patron de la Hongrie et comme le protecteur des rois, des maçons, des tailleurs de pierre et des enfants souffrant de maladies mortelles,. La canonisation d'Étienne est reconnue par l'Église orthodoxe en 2000 par le patriarche Bartholomée Ier de Constantinople.

## Source
- (en) Cet article est partiellement ou en totalité issu de l’article de Wikipédia en anglais intitulé « Stephen I of Hungary » (voir la liste des auteurs).

#### Sources primaires
- (en) Hartvic (trad. Nora Berend), « Life of King Stephen of Hungary », dans Thomas Head, Medieval Hagiography: An Anthology, Routledge, 2001 (ISBN 0-415-93753-1).
- (en) Jean Skylitzès (trad. du grec ancien par John Wortley), A Synopsis of Byzantine History, 811–1057, Cambridge, Cambridge University Press, 2010, 491 p. (ISBN 978-0-521-76705-7).
- (en) Bruno de Querfurt (trad. Marina Miladinov), « Life of the Five Brethren », dans Klaniczay Gábor, Saints of the Christianization Age of Central Europe (Tenth-Eleventh Centuries, vol. 6, Central European University Press, 2013 (ISBN 978-615-5225-20-8).
- (en) Dithmar (trad. David A. Warner), Ottonian Germany : The Chronicon of Thietmar of Merseburg, Manchester University Press, 2001 (ISBN 0-7190-4926-1).
- (en) Raoul Glaber, « The Five Books of the Histories », dans John France, Neithard Bulst et Paul Reynolds, Rodulfus Glaber Opera, Oxford University Press, coll. « Oxford Medieval Texts », 2002 (ISBN 0-19-822241-6).
- (en) Simon de Kéza (trad. de l'anglais par László Veszprémy et Frank Schaer), The Deeds of the Hungarians, Budapest/New York, Central European University Press, 1999, 235 p. (ISBN 963-9116-31-9).
- (en) Grégoire VII (trad. Ephraim Emerton), « Letter to King Solomon of Hungary, claiming suzerainty over that kingdom », dans The Correspondence of Pope Gregory: Selected Letters from the Registrum, Columbia University Press (ISBN 978-0-231-09627-0).
- (en) Wipon (trad. Theodor E. Mommsen et Karl F. Morrison), « The Deeds of Conrad II », dans Imperial Lives & Letters of the Eleventh Century, Columbia University Press, 2000 (ISBN 978-0-231-12121-7).
- (en) Gallus Anonymus (trad. Paul W. Knoll et Frank Schaer), The Deeds of the Princes of the Poles, Budapest, Central European University Press, 2003, 318 p. (ISBN 963-9241-40-7, lire en ligne).
- (en) The Hungarian Illuminated Chronicle: Chronica de Gestis Hungarorum (trad. Dezső Dercsényi), Corvina, Taplinger Publishing, 1970 (ISBN 0-8008-4015-1).
- (en) « The Laws of King Stephen I (1000-1038) », dans The Laws of the Medieval Kingdom of Hungary, 1000-1301, Charles Schlacks, Jr. Publishers, 1999 (OCLC 495379882).

#### Sources secondaires
- (en) Kornél Bakay, « Hungary », dans The New Cambridge Medieval History: c. 900-c. 1024, vol. III, Cambridge University Press, 1999 (ISBN 978-0-521-36447-8).
- (en) Nora Berend, Medieval Hagiography : An Anthology, New York, Routledge, 2001, 834 p. (ISBN 0-415-93753-1).
- (en) Nora Berend, József Laszlovszky et Béla Zsolt Szakács, « The kingdom of Hungary », dans Christianization and the Rise of Christian Monarchy: Scandinavia, Central Europe and Rus', c. 900-1200, Cambridge University Press, 2007 (ISBN 978-0-521-87616-2).
- (en) Alban Butler, John Cumming et Paul Burns, Butler's Lives of the Saints, Burns & Oates, 1998 (ISBN 0-86012-257-3).
- (en) Bryan Cartledge, The Will to Survive : A History of Hungary, C. Hurst & Co., 2011, 604 p. (ISBN 978-1-84904-112-6).
- Marie-Madeleine de Cevins, Saint Étienne de Hongrie, Paris, Fayard, 2004.
- (en) Florin Curta, « Transylvania around AD 1000 », dans Europe around the year 1000, Wydawnictwo DIG, 2001 (ISBN 83-7181-211-6).
- (hu) Csaba Csorba, Szentjobb vára, A Hajdú - Bihar megyei Önkormányzat Hajdú-Bihar megyei Múzeumok Igazgatósága, 2004 (ISBN 963-7194-15-0, lire en ligne).
- (hu) István Diós, Szent István király [« A szentek élete »], Szent István társulat (lire en ligne).
- (en) Pál Engel, The Realm of St Stephen : A History of Medieval Hungary, 895-1526, I.B. Tauris, 2001, 416 p. (ISBN 1-86064-061-3).
- (en) Rosemary Ellen Guiley, The Encyclopedia of Saints, Infobase Publishing, 2001 (ISBN 1-4381-3026-0).
- (hu) György Györffy, István király és műve, Gondolat Könyvkiadó, 1983 (ISBN 963-9441-87-2).
- (en) György Györffy (trad. du hongrois), King Saint Stephen of Hungary, New York, Atlantic Research and Publications, 1994, 213 p. (ISBN 0-88033-300-6).
- (en) Gábor Klaniczay, Holy Rulers and Blessed Princes : Dynastic Cults in Medieval Central Europe, Cambridge, Cambridge University Press, 2002, 400 p. (ISBN 0-521-42018-0, lire en ligne).
- (en) László Kontler, Millennium in Central Europe : A History of Hungary, Atlantisz Publishing House, 1999, 537 p. (ISBN 963-9165-37-9).
- (hu) Gyula Kristó et Ferenc Makk, Az Árpád-ház uralkodói, I.P.C. Könyvek, 1996, 293 p. (ISBN 963-7930-97-3).
- (hu) Gyula Kristó, « Koppány leverése », dans Szent István Király, Budapest, Neumann Kht., 2002 (lire en ligne).
- (hu) Gyula Kristó, Háborúk és hadviselés az Árpádok korában, Szukits Könyvkiadó, 2003 (ISBN 963-9441-87-2).
- Gyula Kristó (trad. du hongrois), Histoire de la Hongrie médiévale, tome I : le temps des Arpáds, Rennes, Presses universitaires de Rennes, 2000, 224 p. (ISBN 2-86847-533-7, lire en ligne).
- (hu) Zoltán Lenkey, « Szent István », dans Szent István és III. András, Kossuth Kiadó, 2003 (ISBN 963-09-4461-8).
- (en) Ján Lukačka, « The beginnings of the nobility in Slovakia », dans Slovakia in History, Cambridge University Press, 2011 (ISBN 978-0-521-80253-6).
- (hu) Ferenc Makk, Magyar külpolitika (896-1196), Szeged, Szegedi Középkorász Műhely, 1993, 220 p. (ISBN 963-04-2913-6).
- Miklós Molnár, Histoire de la Hongrie, Paris, Perrin, coll. « Tempus », 2004, 469 p. (ISBN 2-262-02238-0).
- (en) Vincent J. O'Malley, Saintly Companions : A Cross-Reference of Sainted Relationships, Alba House, 1995, 353 p. (ISBN 0-8189-0693-6).
- (en) Tudor Sălăgean, « Romanian Society in the Early Middle Ages (9th-14th Centuries AD) », dans History of Romania: Compendium, Institut culturel roumain, 2005 (ISBN 978-973-7784-12-4).
- (en) Ján Steinhübel, « The Duchy of Nitra », dans Slovakia in History, Cambridge University Press, 2011 (ISBN 978-0-521-80253-6).
- (hu) László Veszprémy, Korai magyar történeti lexikon (9-14. század), Akadémiai Kiadó, 1994, 236-237 p. (ISBN 963-05-6722-9), « Gizella ».
- (en) Herwig Wolfram, Conrad II, 990-1039: Emperor of Three Kingdoms, The Pennsylvania State University Press, 2006 (ISBN 0-271-02738-X).
- (en) Attila Zsoldos, Saint Stephen and his Country : A Newborn Kingdom in Central Europe : Hungary, Lucidus, 2001.
  - (en) Gyula Kristó, « The Life of King Stephen the Saint », dans Saint Stephen and His Country, 2001.
  - (en) Ferenc Makk, « On the Foreign Policy of Saint Stephen », dans Saint Stephen and His Country, 2001.
  - (en) Gábor Thoroczkay, « The Dioceses and Bishops of Saint Stephen », dans Saint Stephen and His Country, 2001.
  - (en) István Tringli, « The Liberty of the Holy King: Saint Stephen and the Holy Kings in the Hungarian Legal Heritaga », dans Saint Stephen and His Country, 2001.